# اتحاد النقابات العمالية المتحدة لعموم باكستان
اتحاد عموم باكستان لنقابات العمال المتحدة (أبفوتو) هو المركز النقابي الوطني في باكستان. تم تشكيلها في عام 1992 وتم تسجيلها من قبل اللجنة الوطنية للعلاقات الصناعية. ويبلغ عدد أعضاء الاتحاد 652,723 عضوا.  مدينة جوجرات الصناعية التي تتخذ من أبفوتو مقرا لها (البنجاب).

## النقابات العمالية الرئيسية المنتسبة
- اتحاد موظفي باك ، البلدية والخشب العمل,
- اتحاد النقل المحلي البنجاب,
- نقابة العمال ، نقابة موظفي باك,
- تما, جوجرات,
- نقابة عمال فرن الطوب الباكستاني,
- اتحاد البنجاب لنقابات عمال أفران الطوب,
- اتحاد ورش العمل الزراعية في البنجاب,
- نقابة عمال ديسكون الهندسية,
- نقابة الموظفين في باكستان تلوح في الأفق,
- نقابة عمال النقل المدني الباكستاني,
- اتحاد الكابينة للنقل البنجاب,
- نقابة موظفي التأمين على الحياة في باكستان,
- اتحاد عمال صناعات أنور,
- نقابة عمال مناجم الفحم أمين,
- نقابة عمال الجمهوري,
- واسا,
- ادارة الاغذية والعقاقير, نقابة العمال والموظفين في فاسيل أباد
- اتحاد موظفي الهلال لمطاحن السكر,
- المهندس الزراعي. اتحاد الموظفين الوطنيين للإسكان والتخطيط العمراني,
- اتحاد موظفي التأمين على الحياة
- ديسكون الهندسية مازدور الاتحاد,
- الداركي
- اتحاد موظفي إيسي (كبا) كراتشي.
- مركز عمل الأخشاب لاتحاد موظفي باك
- نقابة العمال والموظفين (كبا) شاهتاج مصانع السكر حسنين مصانع النسيج نقابة العمال
- الاتحاد العمالي زاهد لصناعة الملابس
- اتحاد العمال الباكستاني ، الأزهر للملابس الجاهزة
- اتحاد موظفي باك ، مصانع فضل للنسيج
- جمعية المعلمين والتعليم
- اتحاد الصحفيين ، باكستان
- نقابة عمال الثقافة
- منتدى عمال الرياضة